# Panamerikanische Spiele 2015/Leichtathletik – Dreisprung der Frauen

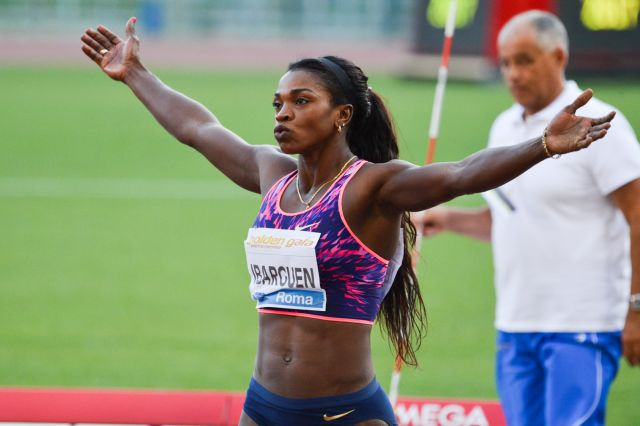
Die Siegerin Caterine Ibargüen (2017)

Der Dreisprung der Frauen bei den Panamerikanischen Spielen 2015 fand am 21. Juli im CIBC Pan Am und Parapan Am Athletics Stadium in Toronto statt.
16 Dreispringerinnen aus elf Ländern nahmen an dem Wettbewerb teil. Die Goldmedaille gewann Caterine Ibargüen mit 15,08 m, Silber ging an Keila Costa mit 14,50 m und die Bronzemedaille gewann Yosiris Urrutia mit 14,38 m.

## Rekorde
Vor dem Wettbewerb galten folgende Rekorde:
| Weltrekord        | Inessa Krawez     | 15,50 m | Weltmeisterschaften in Götebrog, Schweden      | 10. August 1995  |
| Rekord der Spiele | Caterine Ibargüen | 14,92 m | Panamerikanische Spiele in Guadalajara, Mexiko | 28. Oktober 2011 |

## Ergebnis
21. Juli 2015, 18:05 Uhr
| Platz | Athletin           | Land                | 1. Versuch | 2. Versuch | 3. Versuch | 4. Versuch                                    | 5. Versuch                                    | 6. Versuch                                    | Weite (m) |
| ----- | ------------------ | ------------------- | ---------- | ---------- | ---------- | --------------------------------------------- | --------------------------------------------- | --------------------------------------------- | --------- |
|       | Caterine Ibargüen  | Kolumbien           | 14,37      | 14,38      | 14,74      | 14,59                                         | 14,88                                         | 15,08                                         | 15,08     |
|       | Keila Costa        | Brasilien           | 13,59      | 14,08      | 14,19      | 14,21                                         | 14,50                                         | x                                             | 14,50     |
|       | Yosiris Urrutia    | Kolumbien           | 13,62      | 14,08      | 13,74      | 14,12                                         | 14,38                                         | 14,22                                         | 14,38 SB  |
| 4     | Yulimar Rojas      | Venezuela           | x          | 14,20      | x          | 14,10                                         | 14,35                                         | 14,37                                         | 14,37 NR  |
| 5     | Dailenys Alcántara | Kuba                | 14,04      | x          | 13,98      | 14,02                                         | 13,94                                         | x                                             | 14,04     |
| 6     | Liadagmis Povea    | Kuba                | 13,90      | 13,66      | 13,97      | 13,96                                         | 13,71                                         | 13,75                                         | 13,97     |
| 7     | Christina Epps     | Vereinigte Staaten  | 13,85      | x          | x          | x                                             | 13,48                                         | x                                             | 13,85     |
| 8     | Ayanna Alexander   | Trinidad und Tobago | 13,55      | x          | 13,83      | 13,00                                         | 12,14                                         | 13,52                                         | 13,83     |
| 9     | Shanieka Thomas    | Jamaika             | 11,62      | 13,74      | 13,55      | nicht im Finale der besten acht Springerinnen | nicht im Finale der besten acht Springerinnen | nicht im Finale der besten acht Springerinnen | 13,74     |
| 10    | Tamara Myers       | Bahamas             | 13,57      | 12,84      | 13,22      | nicht im Finale der besten acht Springerinnen | nicht im Finale der besten acht Springerinnen | nicht im Finale der besten acht Springerinnen | 13,57     |
| 11    | Núbia Soares       | Brasilien           | x          | x          | 13,57      | nicht im Finale der besten acht Springerinnen | nicht im Finale der besten acht Springerinnen | nicht im Finale der besten acht Springerinnen | 13,57     |
| 12    | Thea LaFond        | Dominica            | 13,35      | 13,05      | 12,14      | nicht im Finale der besten acht Springerinnen | nicht im Finale der besten acht Springerinnen | nicht im Finale der besten acht Springerinnen | 13,35 NR  |
| 13    | April Sinkler      | Vereinigte Staaten  | 13,11      | 12,97      | 13,16      | nicht im Finale der besten acht Springerinnen | nicht im Finale der besten acht Springerinnen | nicht im Finale der besten acht Springerinnen | 13,16     |
| 14    | Caroline Ehrhardt  | Kanada              | 13,08      | x          | x          | nicht im Finale der besten acht Springerinnen | nicht im Finale der besten acht Springerinnen | nicht im Finale der besten acht Springerinnen | 13,08     |
| 15    | Alicia Smith       | Kanada              | 12,28      | 12,71      | 11,21      | nicht im Finale der besten acht Springerinnen | nicht im Finale der besten acht Springerinnen | nicht im Finale der besten acht Springerinnen | 12,71     |
| 16    | Pascale Delaunay   | Haiti               | 12,19      | 11,29      | 12,35      | nicht im Finale der besten acht Springerinnen | nicht im Finale der besten acht Springerinnen | nicht im Finale der besten acht Springerinnen | 12,35     |